# Kuća Petrinović (Ismaelli) u Visu
Kuća Petrinović (Ismaelli) u gradiću Visu, Podloža 5/7, zaštićeno kulturno dobro.

## Opis dobra
Kuća Petrinović je smještena na sjeveroistočnom uglu obalnog trga u Kutu u Visu na koji gleda dužim južnim pročeljem, zapadnom stranom je oslonjena na susjednu kuću, dok je istočnim pročeljem okrenuta crkvi sv. Ciprijana. Izvorno katnica kasnije je nadograđena za još jedan kat. Građena je fino obrađenim klesancima, te pokrivenačetverostrešnim krovom. Na prvom katu u osi pročelja okrenutog trgu je balkon koji počiva na tri dvostruke ukrašene konzole. Ograđen je kamenim stupićima "dvostruke kruške“ i ugaonim stupićima ukrašenim biljnim ukrasom. Vrata balkona završavaju lukom s reljefnim cvijećem i ljudskom glavom u tjemenu. Kuća po svom obliku ima odlike baroknog sloga 17. stoljeća.

## Zaštita
Pod oznakom Z-7181 zavedena je kao nepokretno kulturno dobro - pojedinačno, pravna statusa zaštićena kulturnog dobra, klasificirano kao "stambene građevine".